# 國際影評人協會
國際影評人協會，亦稱為費比西國際影評聯盟（德文：Fédération Internationale de la Presse Cinématographique，簡稱FIPRESCI；英文名稱為International Federation of Film Critics），該協會於1930年6月在比利时布鲁塞尔學院宮成立。目前成員遍及50多個國家，秘書處现設在德國慕尼黑。

## 費比西國際影評人獎
國際影評人協會在世界各地的許多影展皆設有常設的會外獎項。除此之外，每年所有協會成員投票選出年度最佳影片，頒發費比西國際影評人大獎。

## 外部連結
- 國際影評人協會網站（页面存档备份，存于）